# Battaglia di Nakhiduri
La Battaglia di Nakhiduri (in georgiano: ნახიდურის ბრძოლა) fu una battaglia tra Simone I del Regno di Cartalia e le forze ottomane di Cafer Pasha, beilerbei di Tabriz.

## Antefatti
Nel 1598 Simone I di Cartalia si ribellò contro l'Impero Ottomano e cessò i suoi pagamenti annuali dei tributi.  Simone I riprese la fortezza di Gori dagli Ottomani dopo un assedio di nove mesi, di conseguenza gli Ottomani temevano che le rivolte si sarebbero diffuse in altre regioni del Caucaso meridionale.  Gli Ottomani agirono immediatamente e lanciarono una spedizione punitiva contro Simone I. Gli Ottomani inviarono Cafer Pasha, il beilerbei di Tabriz contro i Georgiani.

## Battaglia
Quando il re Simone I apprese che un esercito ottomano stava marciando contro di lui, uscì per affrontarli.  Gli Ottomani marciarono nella valle di Algeti dove un esercito georgiano si riunì a Nakhiduri. Una grande battaglia ebbe luogo a Nakhiduri e il re Simone I guidò la carica iniziale. Dopo cinque ore di combattimento gli Ottomani sconfissero i georgiani che furono costretti a fuggire dal campo di battaglia.  Durante l'inseguimento dei Georgiani da parte degli Ottomani, il re Simone I fu catturato dai turchi vicino al villaggio di Partskhisi.

## Conseguenze
Re Simone, che fu fatto prigioniero, fu portato a Istanbul e imprigionato a Yedikule.  Durante la sua prigionia, si convertì all'Islam e prese il nome di Mehmed Pasha. Come musulmano, è morto in cattività.